# Syngramma cartilagidens
Syngramma cartilagidens är en kantbräkenväxtart som först beskrevs av Bak., och fick sitt nu gällande namn av Friedrich Ludwig Diels. Syngramma cartilagidens ingår i släktet Syngramma och familjen Pteridaceae. Inga underarter finns listade.